# Howard Clark Kee
Howard Clark Kee (Beverly, 28 luglio 1920 – Haverford, 2 aprile 2017) è stato un biblista statunitense.
Dal 1977 al 1988 fu professore emerito di Studi Biblici presso la Scuola Teologica dell'Università di Boston nella cattedra intitolata in onore di William Goodwin Aurelio, nonché professore ospite presso l'Università della Pennsylvania.

## Biografia
Dopo aver conseguito il dottorato di ricerca presso l'Università di Yale nel 1951, insegnò per due anni religione e classici presso l'Università della Pennsylvania. Dal 1953 al 1968 fu assistente e poi docente di Nuovo Testamento alla Drew University. Nel 1968 fu nominato titolare della cattedra di storia delle religioni al Bryn Mawr College, dove insegnò fino al 1977, anno in cui divenne professore di Studi Biblici presso la Scuola Teologica dell'Università di Boston nella cattedra intitolata in onore di William Goodwin Aurelio, carica che mantenne fino al suo pensionamento nel 1989.
Morì a Haverford il 2 aprile 2017.

## Attività
Kee contribuì al commento del Vangelo secondo Matteo all'interno del volume 'The Interpreter's One-Volume Commentary On the Bible, edito nel 1971 dalla casa editrice Abingdon Press.
Fu autore di 18 libri, tra cui la prima edizione di The Cambridge Companion to the Bible (nel 1997), What Can We Know About Jesus? (nel 1990), Who Are the People of God? Early Christian Models of Community (nel 1997), The Beginnings of Christianity: An Introduction to the New Testament (nel 2005), Understanding the New Testament (quinta edizione, 1993) e Jesus in History (terza edizione, 1995).